# Föräldralös flicka på kyrkogård
Föräldralös flicka på kyrkogård (franska: Jeune orpheline au cimetière) är en oljemålning av den franske konstnären Eugène Delacroix från 1824.
Målningen ingår i Louvrens samlingar i Paris. Delacroix målade den som en skiss i samband med sina förberedelser för den monumentala Blodbadet på Chios. Den anses dock vara ett mästerverk i sig själv. Båda målningarna ställdes ut på Parissalongen 1824. 
Delacroix var jämte den äldre kollegan Théodore Géricault den franska högromantikens främste företrädare. Målningen visar en ung kvinna vars uppspärrade ögon visar rädsla och att hon anar dödens närhet. De spända halsmusklerna visar dock att hon inte är ett passivt värnlöst offer; hon vänder blicken bort från gravarna och mot sin egen frihet.